# 南郊乡 (开封市)
南郊乡，是中华人民共和国河南省開封市禹王台区下辖的一个乡镇级行政单位。

## 行政区划
南郊乡下辖以下地区：
大李庄村、曹屯村、郭屯村、孟坟村、西柳林村、小李庄村、杨庄村、苏村、魁庄村、东柳林村、崔庄村、豆腐营村、庞庄村、干河沿村、杨正门村、芦花岗村、顺城西街村、朱屯村、顺城东街村、左楼村、繁塔村和军民社区。